# Finn von Friesland
Finn, Sohn von Folcwald, ist eine Sagengestalt, die als friesischer König des 6. Jahrhunderts in den Werken Widsith und Beowulf erwähnt wird. Erhalten ist zudem ein 48 Zeilen langes Bruchstück eines altenglischen Heldenliedes, das Finnsburg-Fragment. Außerdem taucht ein Finn in der Historia Britonum auf. Alle diese Texte wurden aber erst 50 bis 100 Jahre nach seinem möglichen Wirken niedergeschrieben.
Das Finnsburg-Fragment entstand vermutlich spätestens im 7. Jahrhundert und wurde zunächst nur mündlich weitergegeben. Es ist nach Wolfgang Putsche „völlig unberührt von christlichen Einflüssen“. Aus ihm geht lediglich hervor, dass „ein junger Gefolgsherr namens Hnæf in einer Halle, die offenbar Finnsburg heißt oder dazu gehört, mit seinen Leuten gegen eine andere Gefolgschaft kämpft.“
Im Widsith heißt es, Finn sei der Sohn des Folcwalding. Etwas mehr Information ist dagegen in der altenglischen Dichtung Beowulf enthalten, in der der König selbst den Inhalt des Finnsburg-Liedes wiedergibt. Demnach ist Finn mit Hildeburh verheiratet, der Schwester des dänischen Gefolgsherrn Hnæf. Die Schwäger geraten in einen Konflikt, in dessen Folge Hnæf stirbt. Finn schließt danach Frieden mit Hengest, dem neuen Gefolgsherrn der Dänen. Dieser Friede währt nur kurz. Bei neuen Gefechten fällt schließlich auch Finn. Die Dänen rauben danach seine Schätze und bringen auch Hildeburh wieder zurück in ihr Heimatland.
Die Sagen um Finn sind das Thema der Studie Finn and Hengest von J.R.R. Tolkien. Das Buch wurde 1982 posthum nach Notizen des Autors veröffentlicht.